# Sasha
Sascha Schmitz, bedre kendt som Sasha (født 5. januar 1972 i Soest, Westfalen, Tyskland), er en tysk singer-songwriter. Han optrådte fra 2003 til 2005 under sit alter ego Dick Brave.
Sasha, der oprindeligt læste tysk og idræt på universitetet, slog igennem med singlen If You Believe i 1998, der toppede hitlisterne i Tyskland, Schweiz og Østrig: Han blev også populær i resten af Europa. 
Kun If You Believe har toppet hitlisterne, så kan Sasha betragtes som et one-hit wonder.

## Diskografi
- Dedicated to ... (1998)
- ... You (2000)
- Surfin' on a Backbeat (2001)
- Dick This (som Dick Brave, 2003)
- Open Water (2006)
- Greatest Hits (2006)